# Чемпионат мира по фехтованию 1933
Чемпионат мира по фехтованию в 1933 году проходил в Будапеште (Венгрия); на момент проведения он считался европейским турниром, а статус чемпионата мира ему был присвоен задним числом в 1937 году. Среди мужчин соревнования проходили в личном и командном зачёте по фехтованию на саблях, рапирах и шпагах, среди женщин — только на рапирах.

## Общий медальный зачёт
| Место | Страна              | Золото | Серебро | Бронза | Всего |
| ----- | ------------------- | ------ | ------- | ------ | ----- |
| 1     | Королевство Италия  | 3      | 4       | 1      | 8     |
| 2     | Королевство Венгрия | 3      | 1       | 1      | 5     |
| 3     | Великобритания      | 1      | 1       | 2      | 4     |
| 4     | Франция             | 1      | 1       | 1      | 3     |
| 5     | Австрия             | 0      | 1       | 1      | 2     |
| 6     | Дания               | 0      | 0       | 1      | 1     |
| 6     | Швеция              | 0      | 0       | 1      | 1     |
| Всего | Всего               | 8      | 8       | 8      | 24    |

## Медалисты

### Мужчины
| Дисциплина                  | Золото | Серебро                                                                                              | Бронза                                                                                                |
| --------------------------- | --- | --- | --- |
| Шпага Личное первенство     | Жорж Бюшар | Саверио Раньо                                                                                        | Бернар Шмец                                                                                           |
| Шпага Командное первенство  | Италия · Джанкарло Брузати · Марио Висконти · Джанкарло Корнаджа-Медичи · Ренцо Миноли · Саверио Раньо · Франко Риккарди        | Франция · Жак Кутро · Жорж Бюшар · Луи Прат · Поль Руссе · Бернар Шмец                               | Швеция · Курт Дальгрен · Густаф Дюрссен · Рауль Орманн · Ханс Дракенберг · Бу Линдман · Свен Тофельт  |
| Рапира Личное первенство    | Джоаккино Гваранья | Джулио Гаудини                                                                                       | Джон Эмрис Ллойд                                                                                      |
| Рапира Командное первенство | Италия · Джорджо Боккино · Манлио Ди Роза · Джоаккино Гваранья · Джорджо Мачерата · Джулиано Ностини · Саверио Раньо            | Австрия · Эрнст Байлон · Рихард Брюннер · Курт Эттингер · Йозеф Лозерт · Ханс Лион                   | Венгрия · Янош Хайду · Отто Хатц · Шандор Гёжи · Йожеф Хатц · Лайош Маслаи · Эгон Месленьи            |
| Сабля Личное первенство     | Эндре Кабош | Густаво Марци                                                                                        | Джулио Гаудини                                                                                        |
| Сабля Командное первенство  | Венгрия · Аладар Геревич · Эндре Кабош · Пал Ковач · Лайош Маслаи · Ласло Райчаньи · Дьёрдь Пиллер-Йекельфалушши · Анталь Зирци | Италия · Винченцо Пинтон · Сильвио Турки · Джулио Гаудини · Густаво Марци · Уго Уги · Эмилио Салафия | Великобритания · Шарль де Бюмон · Крэйвен Хохлер · Джон Эмрис Ллойд · Артур Пилброу · Оливер Трайндер |

### Женщины
| Дисциплина                  | Золото                                                          | Серебро                                                                                         | Бронза                                                                                     |
| --------------------------- | --------------------------------------------------------------- | ----------------------------------------------------------------------------------------------- | ------------------------------------------------------------------------------------------ |
| Рапира Личное первенство    | Гвендолайн Нелиган                                              | Эрна Богати                                                                                     | Митси Вит                                                                                  |
| Рапира Командное первенство | Венгрия · Эрна Богати · Маргит Даньи · Илона Элек · Маргит Элек | Великобритания · Элизабет Карнеги-Арбатнотт · Мэри Джеддес · Хитер Гиннесс · Гвендолайн Нелиган | Австрия · Грете Фридман · Элизабет Грассер · Минна Кастнер · Анни Рот · Фрида фон Грегурих |